# Erastroides endomela
Erastroides endomela là một loài bướm đêm trong họ Noctuidae.